# Lista odcinków serialu Marco Polo
Poniżej znajduje się lista odcinków serialu telewizyjnego Marco Polo – dostępny od 12 grudnia 2014 roku na platformie Netflix. W Polsce serial nie był emitowany.
| Sezon | Sezon                    | Odcinki | Oryginalna emisja Netflix | Oryginalna emisja Netflix | Oryginalna emisja | Oryginalna emisja | Oryginalna emisja |
| Sezon | Sezon                    | Odcinki | Premiera sezonu           | Finał sezonu              | Premiera sezonu   | Finał sezonu      |                   |
| ----- | ------------------------ | ------- | ------------------------- | ------------------------- | ----------------- | ----------------- | ----------------- |
|       | 1                        | 10      | 12 grudnia 2014           | 12 grudnia 2014           | nieemitowany      | nieemitowany      |                   |
|       | Odcinek specjalny (2015) | 1       | 26 grudnia 2016           | 26 grudnia 2016           | brak danych       | brak danych       |                   |
|       | 2                        | 10      | 1 lipca 2016              | 1 lipca 2016              | nieemitowany      | nieemitowany      |                   |

## Sezon 1 (2014)
| Nr | #  | Tytuł                   | Reżyseria                       | Scenariusz         | Premiera (Netflix) |
| -- | -- | ----------------------- | ------------------------------- | ------------------ | ------------------ |
| 1  | 1  | The Wayfarer            | Joachim Rønning, Espen Sandberg | John Fusco         | 12 grudnia 2014    |
| 2  | 2  | The Wolf and the Deer   | Joachim Rønning, Espen Sandberg | John Fusco         | 12 grudnia 2014    |
| 3  | 3  | Feast                   | Alik Sakharov                   | Michael Chernuchin | 12 grudnia 2014    |
| 4  | 4  | The Fourth Step         | Alik Sakharov                   | Brett Conrad       | 12 grudnia 2014    |
| 5  | 5  | Hashshashin             | Daniel Minahan                  | Patrick Macmanus   | 12 grudnia 2014    |
| 6  | 6  | White Moon              | Daniel Minahan                  | Dave Erickson      | 12 grudnia 2014    |
| 7  | 7  | The Scholar's Pen       | David Petrarca                  | Michael Chernuchin | 12 grudnia 2014    |
| 8  | 8  | Rendering               | John Maybury                    | Brett Conrad       | 12 grudnia 2014    |
| 9  | 9  | Prisoners               | David Petrarca                  | Patrick Macmanus   | 12 grudnia 2014    |
| 10 | 10 | The Heavenly And Primal | John Maybury                    | John Fusco         | 12 grudnia 2014    |

## Odcinek specjalny (2015)
| Nr | # | Tytuł            | Reżyseria     | Scenariusz | Premiera (Netflix) |
| -- | - | ---------------- | ------------- | ---------- | ------------------ |
| 11 | 1 | One Hundred Eyes | Alik Sakharov | John Fusco | 26 grudnia 2015    |

## Sezon 2 (2016)
8 stycznia 2015 roku, platforma Netflix zamówiła 2 sezon serialu.
| Nr | #  | Tytuł                        | Reżyseria      | Scenariusz                          | Premiera (Netflix) |
| -- | -- | ---------------------------- | -------------- | ----------------------------------- | ------------------ |
| 12 | 1  | Hunter and the Sable Weaver  | Daniel Minahan | John Fusco                          | 1 lipca 2016       |
| 13 | 2  | Hug                          | David Petrarca | Patrick Macmanus                    | 1 lipca 2016       |
| 14 | 3  | Measure Against the Linchpin | Daniel Minahan | Elizabeth Sarnoff                   | 1 lipca 2016       |
| 15 | 4  | Let God’s Work Begin         | David Petrarca | Kate Barnow                         | 1 lipca 2016       |
| 16 | 5  | Lullaby                      | Jon Amiel      | Bruce Marshall Romans               | 1 lipca 2016       |
| 17 | 6  | Serpent’s Terms              | Jon Amiel      | Noelle Valdivia                     | 1 lipca 2016       |
| 18 | 7  | Lost Crane                   | Alik Sakharov  | Matthew White                       | 1 lipca 2016       |
| 19 | 8  | Whitehorse                   | James McTeigue | Elizabeth Sarnoff, Patrick Macmanus | 1 lipca 2016       |
| 20 | 9  | Heirs                        | James McTeigue | Kate Barnow                         | 1 lipca 2016       |
| 21 | 10 | The Fellowship               | Alik Sakharov  | Elizabeth Sarnoff, Patrick Macmanus | 1 lipca 2016       |